# Halný

Halný vítr je vítr fénového typu vanoucí v jižním Polsku, v Karpatech. Nejprudší větry tohoto typu vanou v jihovýchodní části Polska, region Podhale, kde vane z Tater, od horských štítů směrem k údolím. Jde o teplý a nárazový vítr, někdy způsobuje značné škody – strhává střechy, ničí lesy (polomy). Může mít vliv i na člověka (nespavost, bolesti hlavy atp.). Název pochází z polského slova hala, mn. č. hale, což v překladu znamená hole, horské louky či horské pastviny.